# Lal-Suhanra-Nationalpark
Der Lal-Suhanra-Nationalpark liegt im Bereich der Cholistan-Wüste nahe der Stadt Bahawalpur in der Provinz Punjab in Pakistan und wurde im Jahr 1974 gegründet. Die Gesamtfläche umfasst 874 km². Gegründet wurde er im Jahr 1972 auf einer Fläche von 313 km², wovon damals etwa zwei drittel aus Wüste bestanden. Neben den Trockengebieten liegt mit dem Patisar-See auch ein wichtiges Feuchtgebiet im Nationalpark, der zahlreiche Vögel anzieht.
Zur Großtierwelt des Parks zählen Wölfe, Honigdachse, Wüstenluchse, Schakale, Wildschweine und Stachelschweine.
Hirschziegenantilopen sind im Parkgebiet ausgestorben, werden aber gemeinsam mit Indischen Gazellen, Schweinshirschen, Nilgauantilopen und Panzernashörnern in eingezäunten Bereichen gehalten. Im Park leben darüber hinaus etwa 160 Vogelarten.